# 师村遗址
师村遗址，位于山西省临汾市洪洞县曲亭镇、大槐树镇、苏堡镇，是中华人民共和国山西省文物保护单位之一。
2004年6月10日，授予山西省文物保护单位，是一座古遗址。